# Przetwarzanie sygnałów
Przetwarzanie sygnałów zajmuje się wykonywaniem pewnych operacji na sygnałach oraz interpretacją tychże sygnałów.
Przetwarzanie sygnałów jest interdyscyplinarnym obszarem zaliczanym do telekomunikacji, informatyki, elektrotechniki, elektroniki i matematyki stosowanej. Dotyczy użytecznych operacji na sygnałach lub analizy tych sygnałów odbywającej się w czasie ciągłym lub na dyskretnych próbkach tych sygnałów. W zależności od zastosowań takimi użytecznymi operacjami mogą być działania kontrolne, kompresja danych, transmisja danych, pozbywanie się szumów i sygnałów zakłócających, predykcja zachowania się sygnału, filtrowanie, wygładzanie, deblurring (odtwarzanie zniekształconego sygnału z jego „zarysów”), rekonstrukcja tomograficzna, identyfikacja, klasyfikacja i wiele innych tego typu operacji.
Przetwarzane sygnały mogą zawierać dźwięk, obrazy, wielkości mierzone zależne od czasu i dane pochodzące z czujników pomiarowych, na przykład dane z procesów biologicznych, takich jak elektrokardiogramy, sygnały z systemów kontroli, sygnały transmisji telekomunikacyjnych, np. sygnały radiowe i telewizyjne oraz wiele innych.

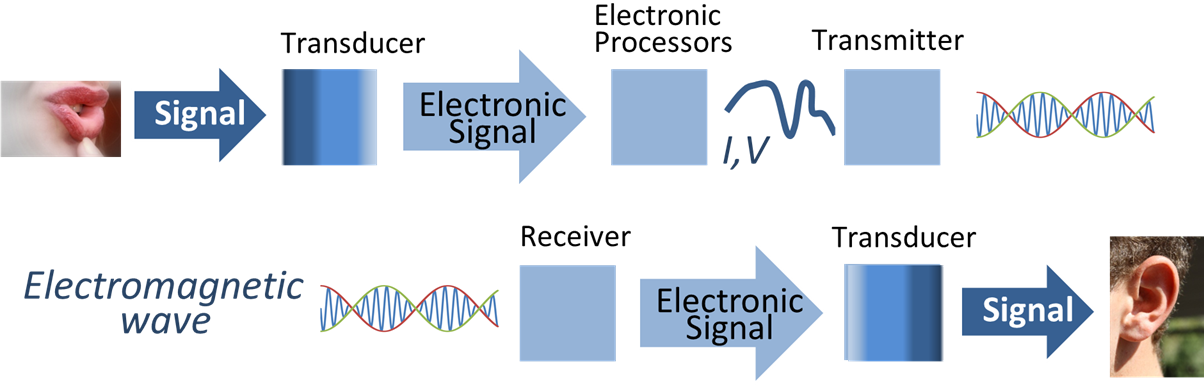
Przesył sygnału za pomocą elektronicznego przetwarzania sygnału.
Przetwornik przetwarza pierwotny sygnał mowy z zakresu fali akustycznej na przebiegi prądu lub napięcia elektrycznego, które są dalej przetwarzane i transmitowane w postaci fali elektromagnetycznej, a następnie są odbierane, przetwarzane przez następny przetwornik do formy końcowej (która w tym przypadku jest bliska formie pierwotnej).
Legenda: Signal – sygnał, Transducer – przetwornik, Electronic signal – sygnał elektroniczny, Electronic processors – procesory elektroniczne, I, V (I, U) – prąd, napięcie elektryczne, Transmitter – nadajnik, Electromagnetic wave – fala elektomagnetyczna, Receiver – odbiornik

## Zarys historyczny
Według Alana V. Oppenheima i Ronalda W. Schafera zasady przetwarzania sygnałów można znaleźć w technikach klasycznej analizy matematycznej znanej już w XVII wieku. Ponadto twierdzą oni, że pojęcie „digitalizacji” lub cyfrowe udoskonalanie tych technik można znaleźć w cyfrowych systemach kontroli z lat 40. i 50. XX wieku. Nad podstawami przetwarzania sygnałów pracował także Jean Baptiste Joseph Fourier (1768–1830). Matematyką zajmował się w wolnych chwilach, bardziej intensywnie pod koniec życia. Wtedy to opracował popularną do dziś, analizę częstotliwościową. Są to tzw. szeregi Fouriera i transformacja Fouriera. Ten aparat matematyczny daje podstawy teoretyczne częstotliwościowej analizy sygnałów. Funkcje będące modelami sygnałów są dzięki metodom Fouriera, zamieniane na ciągi
wartości liczbowych lub funkcje, prezentujące częstotliwości zawarte w analizowanych sygnałach.

## Klasyfikacja sygnałów
Sygnały można podzielić na analogowe, w przypadku których sygnał zmienia się w sposób ciągły, oraz na cyfrowe w przypadku których sygnał zmienia się w sposób dyskretny. Zarówno sygnały analogowe, jak i cyfrowe mogą pochodzić z różnych źródeł i mogą być zarówno wygenerowane w swojej dziedzinie (np. przez oscylatory analogowe lub oscylatory cyfrowe), jak i zostać przekształcone z innej dziedziny.
Istnieje wiele sposobów przetwarzania sygnałów, których użycie jest zależne od natury sygnału, tak jak w poniższych przykładach. Wiele z metod przetwarzania ma swoje odpowiedniki zarówno dla sygnałów analogowych, jak i cyfrowych (np. filtracja, modulacja). Istnieje jednak spora grupa sposobów przetwarzania, które istnieją wyłącznie w dziedzinie cyfrowej (np. kodowanie).
Wyróżnia się:
- Analogowe przetwarzanie sygnałów – dla sygnałów, które nie zostały zamienione na postać cyfrową, na przykład filtracja analogowa
- Cyfrowe przetwarzanie sygnałów (CPS) – dotyczy sygnałów w postaci cyfrowej. Przetwarzanie jest realizowane przez układy cyfrowe: procesory sygnałowe, układy programowalne (PLD) lub procesory ogólnego przeznaczenia (komputery osobiste).
  - Cyfrowe przetwarzanie dźwięku – poddziedzina CPS, która dotyczy przetwarzanie sygnałów reprezentujących dźwięki, na przykład odszumiania, filtracji, wytwarzania efektów specjalnych.
  - Cyfrowe przetwarzanie obrazów – poddziedzina CPS, która dotyczy m.in. rozpoznawania obrazów, poprawy ich jakości, kodowania (kompresji).

a także:
- Przetwarzanie mowy[4] – dotyczy m.in. rozpoznawania mowy, rozpoznawania mówców, syntezę mowy, redukcję zakłóceń uwzględniającą specyfikę sygnału mowy.
- Przetwarzanie sekwencji wizyjnych (sygnałów wideo) – poddziedzina CPS, która dotyczy m.in. kodowania (kompresji) sekwencji, poprawy ich jakości, analizy ruchu w sekwencji, detekcji określonych obiektów i zdarzeń.
- Przetwarzanie tablicowe – przetwarzanie zbiorów sygnałów najczęściej rejestrowanych przez grupy czujników, na przykład grupę anten, macierz mikrofonów itp.